# Laura Trompette
Pour les articles homonymes, voir Trompette (homonymie).
Laura Trompette, née le 5 mars 1987 à Paris, est une romancière française.

## Biographie
Laura Trompette écrit depuis ses 8 ans. En 2008, elle remporte un concours d’écriture lancé par Patrick Poivre d’Arvor dans Vol de Nuit, sur TF1. Elle travaille deux ans au service programmation de l’émission culturelle Au Field de la nuit avec Michel Field, toujours sur TF1, puis devient chroniqueuse littéraire sur i<Télé la Radio. En 2010, elle co-fonde son site web dédié aux bonnes nouvelles, Newzitiv.com.
À partir de 2012, elle est journaliste et social media manager au sein de Newsring.fr sous la direction éditoriale de Frédéric Taddeï. Après plusieurs années d'expérience et de collaboration avec des entreprises de renom (aufeminin, Fitnext, Sony Music, Universal Music, Arts Live Entertainment, etc.), elle fonde Com&Win en 2015 et propose ses services de spécialiste en communication digitale et écriture de contenus.
En 2015, ses premiers romans, Ladies’ Taste et Ladies' Secret, constituent la première série de New Romance française, éditée par Hugo & Cie,,. En mars 2016, elle publie Si on nous l'avait dit aux éditions JC Lattès, dans la collection « &moi ».
En septembre 2017, son quatrième roman C'est toi le chat paraît aux éditions Pygmalion, après la publication en avant-première de ce roman par Télé Star en août 2017, dans une version éphémère, en deux parties.
En mars 2018, elle publie simultanément les romans Hello et Asphyxie. Il s'agit d'une mise en abyme littéraire puisque le personnage principal d'Hello est l'auteur fictif d'Asphyxie.
En parallèle, elle cumule à cette époque plus de 200.000 lectures sur Wattpad.
En novembre 2019, elle obtient le prix littéraire de la Société Centrale Canine pour son roman Vies de chien.
La révérence de l’éléphant, son huitième roman, est parmi les 6 finalistes du prix Goncourt des animaux en 2021, le Prix 30 Millions d'Amis.
En 2022, paraît Huit battements d'ailes, un roman choral mettant en scène huit femmes de pays différents vivant un confinement lié à la pandémie de Covid-19 en avril 2020.
Depuis 2021, elle est scénariste pour la série Alexandra Ehle sur France 3, avec Julie Depardieu.

## Romans
- 2015 : Ladies' Taste, éditions Hugo & Cie
- 2015 : Ladies' Secret, éditions Hugo & Cie
- 2016 : Si on nous l'avait dit, Éditions Jean-Claude Lattès, collection « &moi »
- 2017 : C'est toi le chat, Pygmalion, réédition J'ai Lu, 2019
- 2018 : Hello, Pygmalion
- 2018 : Asphyxie, Pygmalion
- 2019 : Vies de chien, Pygmalion[7], réédition J'ai Lu, 2020
- 2021 : La révérence de l'éléphant, Charleston, 2019
- 2022 : Huit battements d’ailes, Charleston, 2022

## Nouvelles
- Hello, parution en août dans Femme Actuelle / et parution en décembre dans Télé Poche Jeux , 2016
- Chambre 208, parution en octobre dans Closer (Magazine), 2016
- Mauvaise fille, parution en avril dans Emmenez-moi (recueil solidaire Charleston), 2020

### Nouvelles au profit de #ProtègeTonSoignant
- Tonie Behar, Adèle Bréau, Sophie Henrionnet, Carine Pitocchi, Julien Rampin, Pascale Rault-Delmas, Clarisse Sabard, Laura Trompette, Marie Vareille, Isabelle Alexis, Emmène-moi, Éditions Charleston, 182p, 2020  (ISBN 978-2368125670)

## Scénarios
- 2020 : "Une étoile est morte", pour le jeu interactif d'enquêtes criminelles, PCI Agent.
- 2023 : "Puzzle au zoo", co-écrit avec Cécile Lorne pour la saison 4 de la série Alexandra Ehle, diffusée sur France 3.
- 2024 : "La femme bleue", co-écrit avec Nicolas Douay pour la saison 5 de la série Alexandra Ehle, diffusée sur France 3.
- 2025 : "L'effet miroir", co-écrit avec Elsa Marpeau et Cécile Lorne, pour la saison 6 de la série Alexandra Ehle, diffusée sur France 3[8].